# Thunderbirds/3am
Thunderbirds/3am is een single van de Britse poprockband Busted, uitgebracht uit in 2004. "3am" was overgenomen van hun tweede album, A Present for Everyone.

## Trivia
- Het nummer "Thunderbirds" (ook bekend als “Thunderbirds Are Go”, niet te verwarren met de gelijknamige film) werd geschreven voor de live-action Thunderbirds film uit 2004. Het nummer was aan het eind van de film tijdens de aftiteling te horen. De videoclip van het nummer bevatte beeldmateriaal van de film. Deze videoclip staat ook op de dvd uitgave van de film.
- De zin "When spaceships come out of the pool" uit het nummer is eigenlijk verkeerd. Het enige ruimteschip van de Thunderbirds, Thunderbird 3, stijgt op van onder het “ronde huis” op het eiland. De zin is een referentie naar Thunderbird 1. Deze stijgt wel op van onder het zwembad, maar is een supersonisch vliegtuig, geen ruimteschip.
- 3am werd ook gezongen door Matt Willis op zijn solotournee in 2007.

## Nummers
1. 3am (radioversie)
2. Thunderbirds
3. Runaway Train
4. 3am (akoestische versie)
5. Thunderbirds Are Go! (akoestische versie)
6. Busted in Japan Part 1